# Résolution 164 du Conseil de sécurité des Nations unies
Membres permanents
- Chine (Taïwan)
- États-Unis
- France
- Royaume-Uni
- URSS

Membres non permanents
- Chili
- Sri Lanka
- Équateur
- Liberia
- Turquie
- RAU

Résolution no 163 Résolution no 165
La Résolution 164 est une résolution du Conseil de sécurité des Nations unies adoptée le 22 juillet 1961, dans sa 962e séance, concernant la situation en Tunisie. Elle appelle à un cessez-le-feu immédiat et au retour de toutes les forces armées à leurs positions initiales.
Une majorité d'États membres demande une session extraordinaire de l'Assemblée générale qui a lieu entre le 21 et 25 août afin de discuter de la situation.

## Contexte historique
Le 19 juillet 1961, le port de Bizerte est attaqué par la marine et l'armée de l'air françaises, la France ayant prétendu par là protéger des installations et à assurer la liberté de communication sur le site.
Deux jours avant cette résolution, la Tunisie avait appelé à une réunion d'urgence du Conseil de sécurité pour examiner sa plainte contre ce qu'elle perçoit comme des actes d'agression par la France contre sa souveraineté et sa sécurité.

## Texte
« Le Conseil de sécurité,

Considérant la gravité de la situation en Tunisie,
En attendant la fin des débats sur la question à son ordre du jour,
1. Demande un cessez-le-feu immédiat et le retour de toutes les forces armées à leurs positions initiales ;

1. Décide de poursuivre les débats.

Adoptée à la 962e séance par 10 voix contre zéro. »
La France, bien que présente, n'a pas participé au vote.